# Léon Orban
Léon Orban, né à Liège le 7 février 1822 et mort à Liège le 17 mars 1905, est un homme politique belge.

## Fonctions et mandats
- Membre de la Chambre des représentants de Belgique : 1857-1870

## Sources
- Juliette LAUREYSSENS, Industriële naamloze vennootschappen in België, 1819-1857, Leuven, 1975.
- Jean-Luc DE PAEPE & Christiane RAINDORF-GERARD, Le Parlement belge, 1831-1894, Brussel, 1896.
- Ginette KURGAN-VAN HENTENRYK, Gouverner la Générale de Belgique: essai de biographie collective, De Boeck, Brussel, 1996.
- Frans BUELENS & Julien VAN DEN BROECK, Institutionele analyse van de Belgische beursgenoteerde spporwegsector, 1836-1957, Garant, Antwerpen, 2004.